# Obrzeżek polski
Obrzeżek polski (Argas polonicus) – środkowoeuropejski gatunek kleszcza z rodziny obrzeżkowatych, odkryty w Krakowie. Znany z pojedynczych stanowisk na Słowacji i w Czechach; w Polsce stwierdzony tylko w Krakowie. Najlepiej zbadanym siedliskiem obrzeżków polskich jest strych Kościoła Mariackiego, gdzie został opisany w 1979. Przypuszcza się, że zasięg geograficzny tego pajęczaka jest szerszy i obejmuje całą południowo-wschodnią Europę, lecz nie prowadzi się badań, które mogłyby potwierdzić prawdziwość tej tezy.

## Morfologia
Dymorfizm płciowy w obrębie gatunku jest słabo zaznaczony. Idiosoma osobników dorosłych i nimf jest owalna, zwężona ku przodowi, o wymiarach 2,6-10,0 mm. Pokrywy idiosomy są brązowawe, zbudowane przede wszystkim z oskórka. U nasady I pary odnóży znajduje się otwór płciowy, u samców przykryty półkolistą płytką genitalną, u samic ograniczony wargą przednią i tylną. Ujścia gruczołów biodrowych znajdują się między biodrami I i II pary odnóży. Wszystkie 4 pary nóg są sześcioczłonowe i dobrze rozwinięte. Organ Hallera (parzysty narząd zmysłowy osadzony na stopach I pary nóg) nie ma wieczka. Odbyt obrzeżka znajduje się na tylnej połowie idiosomy, w osi ciała, zamyka go zawór odbytowy zbudowany z pierścienia i dwóch półkolistych zastawek.
Gnatosoma nimf i osobników dorosłych umieszczona jest na brzusznej stronie proksymalnego końca idiosomy w zagłębieniu kamerostomalnym. Zazwyczaj nie jest widoczna przy oglądaniu pajęczaka od góry. Gnatosoma obrzeżków zbudowana jest z: podstawy gnatosomy, pary czteroczłonowych głaszczek, pary chelicer i nieparzystego hypostomu. Palec chelicer jest nieruchomy i ma dwa dobrze rozwinięte zęby; ząb wierzchołkowy jest silnie albo całkiem zredukowany.
Larwy mają sześć odnóży, gnatosomę mają umieszczoną na przodzie idiosomy. Tzw. płytka grzbietowa, będąca tarczką z twardego oskórka, znajduje się na środku grzbietowej powierzchni idiosomy. Larwy obrzeżków polskich mają 19-22 pary szczecinek grzbietowych brzeżnych (0,08-0,17 mm długości; dłuższe są szczecinki grzbietowe brzeżne przednie niż tylne). Formuła szczecinek głaszczek (liczba szczecinek na poszczególnych członach głaszczków) to 0:5:4:4.

## Biologia
Obrzeżek polski jest pasożytem gniazdowo-norowym. Spotykany jest w synantropijnych i semisynantropijnych siedliskach: strychach, wieżach, będących miejscami gniazdowania gołębi. Głównymi żywicielami obrzeżków polskich są gołębie domowe, ale notowano przypadki atakowania ludzi. Obrzeżki polskie aktywne są nocą, rzadko widywane są w porze dziennej, w przeciwieństwie do obrzeżków nietoperzowych. Zasiedlają szpary i załomy murów w pobliżu gniazd; zwykle spotyka się po kilka osobników ukrytych w jednej szparze. Samice składają jaja od połowy lipca do sierpnia. Cykl rozwojowy jest wielożywicielowy, a jego ogólny schemat to jajo → larwa → nimfa (2-4 stadia) → postać dorosła. W warunkach laboratoryjnych pełny cykl rozwojowy zamyka się w 236-300 dniach (samce) i 242-305 (samice).

## Przypadki atakowania ludzi
W szczególnych warunkach obrzeżki polskie atakują ludzi. Opisano przypadki zaatakowania przez obrzeżki hejnalistów z Kościoła Mariackiego, którzy określali te pajęczaki mianem "pluskiew drzewnych". U hejnalistów rozwijał się po ugryzieniach zespół objawów: obrzęk, rumień, świąd, ból, gorączka, osłabienie i biegunka. Pod koniec lat 70. odnotowano wzrost liczby inwazji obrzeżków, przypuszczalnie związany z pracami remontowymi na szczycie wieży i wypłoszeniem gołębi, co zmusiło obrzeżki do szukania nowych żywicieli. Nie stwierdzono obecności obrzeżków w dolnych partiach Kościoła Mariackiego, więc zagrożenie zdrowia ludzi odwiedzających kościół w ciągu dnia jest znikome. Przeprowadzono kilkakrotnie próbę wytępienia obrzeżków w Kościele Mariackim, ale mimo dezynsekcji z zastosowaniem akarycydów nie udało się wytępić go całkowicie. 
Na początku lat 80. przeprowadzono badania nad nosicielstwem arbowirusów i riketsji chorobotwórczych dla człowieka przez obrzeżki polskie; nie ujawniono ryzyka przeniesienia jakiejkolwiek choroby na ludzi wskutek ugryzień tych pajęczaków.